# 10469 Krohn
10469 Krohn è un asteroide della fascia principale. Scoperto nel 1981, presenta un'orbita caratterizzata da un semiasse maggiore pari a 2,3504640 UA e da un'eccentricità di 0,1103955, inclinata di 6,35723° rispetto all'eclittica.